# ル レクチエ
ル レクチエ（Le Lectier）は、セイヨウナシ（洋梨）の一品種。高い糖度と滑らかな果肉、芳醇な香りが特徴。美しい外観と食味の良さ、希少性などから、歳暮や年末のギフト商材として、市場では高値で取引されている。原産はフランスで、日本国内では新潟県が主な産地。

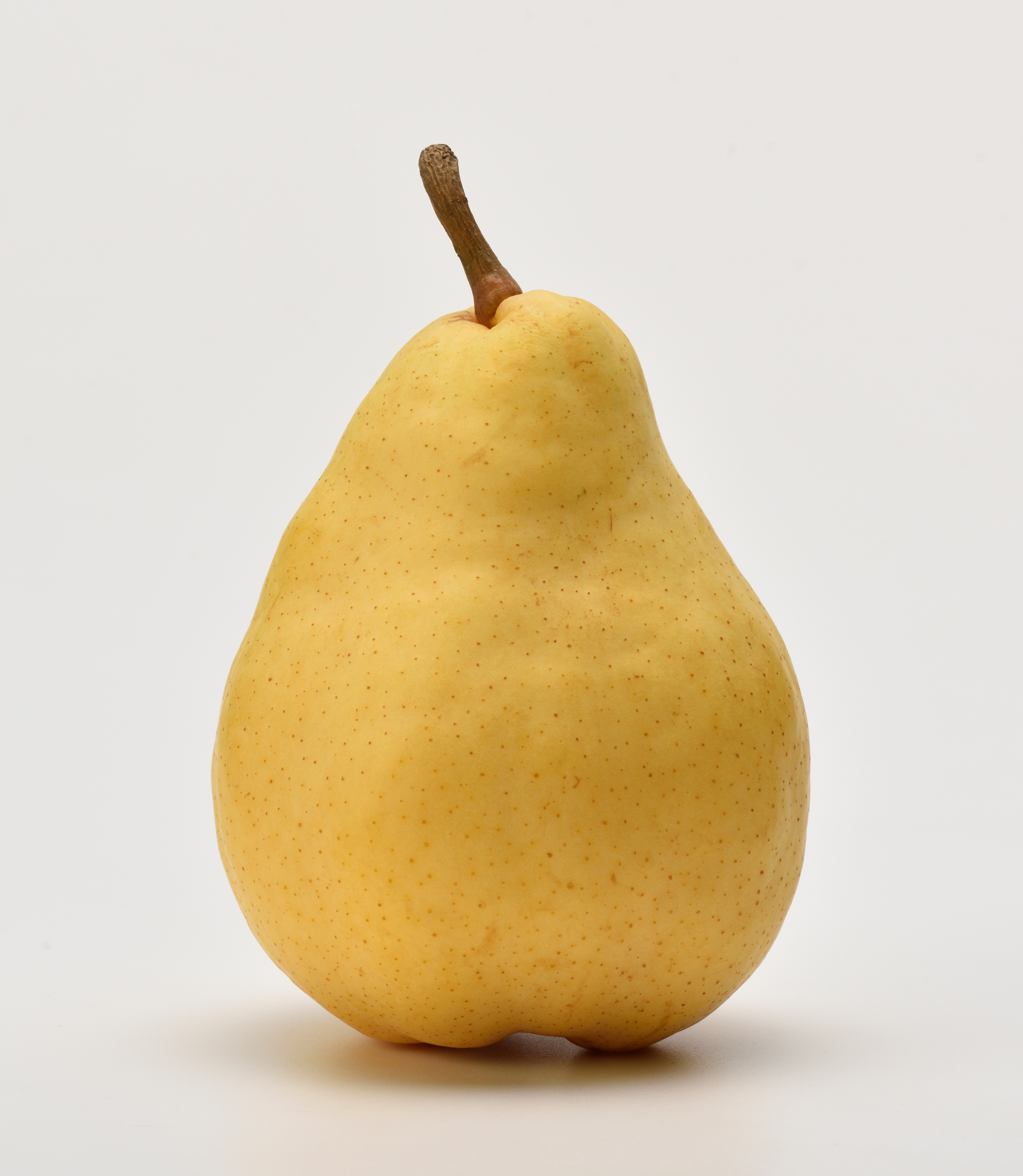
ル レクチエ（写真は追熟後）

## 特徴
果皮に斑点（さび）少なく、独特の甘い香りと酸味の少ない濃厚な甘みが特徴。1個あたりの果重は300～400gほどである。
収穫は他の品種同様実の固いうちに行われ、収穫後に追熟させることで初めて生食に適すものとなる。追熟の期間は常温で40日から45日程度必要で、他の品種より長期間を要する。果皮が緑色から鮮やかな黄色に変化し、一段と芳香が強くなり、 実のくびの部分にしわが寄り、弾力を感じられる柔らかさになったときが食べごろである。冷蔵庫などで冷却することにより、追熟を中断することができるが、一旦食べ頃を迎えると一気に熟成が進むので注意が必要である。
元々黒斑病・尻くされ・輪紋病等が発生しやすいなど病気に弱いうえ、実が風で落下しやすい。長期追熟のための広い保管場所が必要なことなどから生産は難しい。「洋梨の貴婦人」「幻の洋梨」とも呼ばれる。現在は原産地のフランスでもほとんど生産されておらず、2018年12月にはパリの一つ星レストランで、新潟から輸出されたル レクチエが料理業界関係者に振る舞われた。

## 日本における栽培

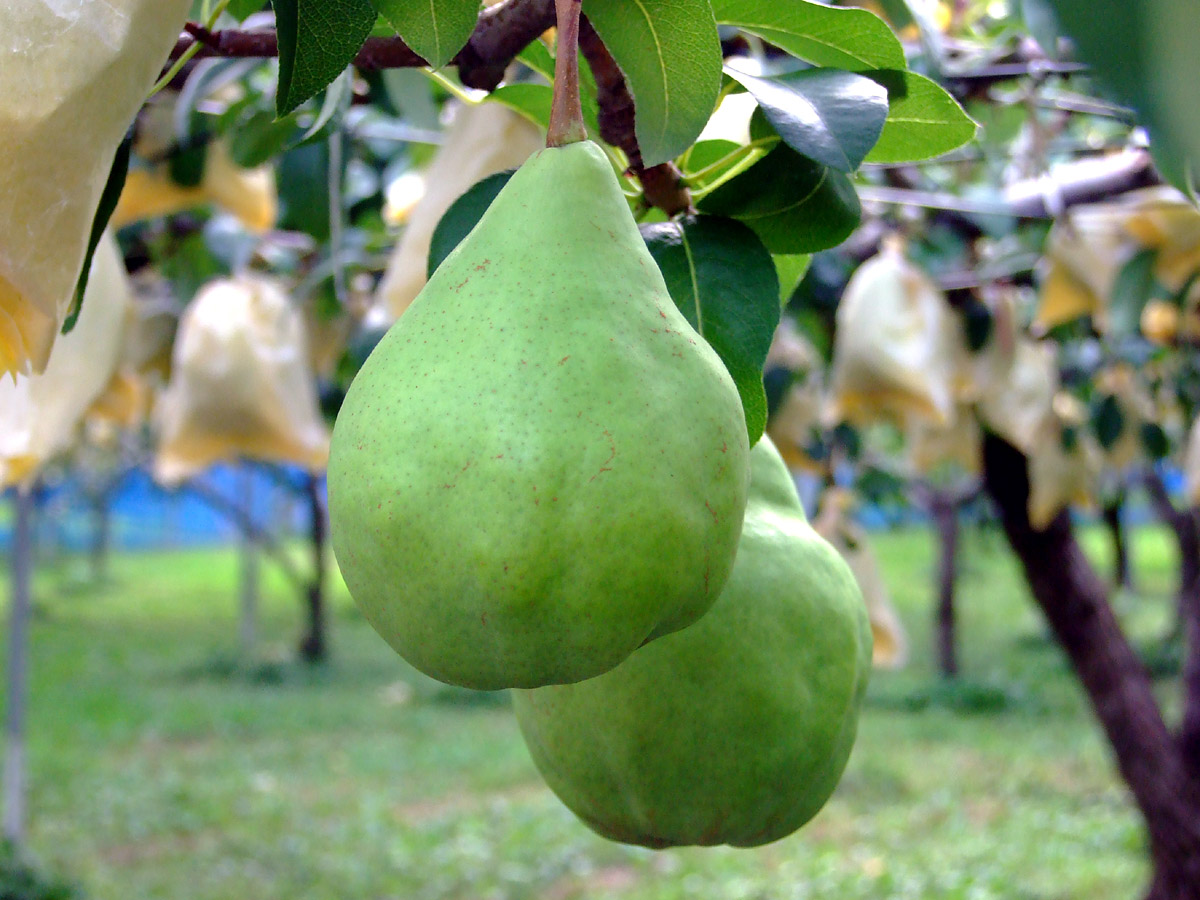
ル レクチエ（追熟前のもの）

1902年（明治35年）、新潟県中蒲原郡茨曽根村（後の白根市、現在の新潟市南区）の庄屋小池左右吉が、ロシアのウラジオストクへ旅行した際にセイヨウナシに出会い、栽培を決意。翌1903年（明治36年）に原産地フランスから苗木を取り寄せて、試行錯誤しながら栽培方法を確立。近隣農家にも広めたのが発祥とされる。新潟市に、栽培開始当時の古木が残り、「ル レクチエ発祥の地」の碑が建てられている。
西洋梨の品種別栽培面積割合は、ラ・フランス64パーセント、ル レクチエ9パーセント、バートレット6パーセントと、ル レクチエはラ・フランスに次ぐ2番目の栽培面積を誇り、その約8割が新潟県で栽培されている。その大半は新潟県下越地方の信濃川下流域で収穫され、特に新潟市南区白根地区の南部と月潟地区、加茂市、三条市北部にかけての地域は前述のとおり栽培発祥の地ということもあり、特産品となっている。近年では生産技術の向上により、収穫量は年々増加している。収穫は毎年10月中旬頃に行われ、11月下旬から12月にかけて出荷される。
呼称の表記については、主産地である新潟県において「ル レクチエ」という名称で統一することが決められているが、「ル・レクチェ」などと小さい「ェ」や中黒区切りの表記もしばしば見られる。